# Castello di Trevozzo
Das Castello di Trevozzo ist eine Festung im Zentrum von Trevozzo, einem Ortsteil der Gemeinde Alta Val Tidone in der italienischen Emilia-Romagna. Die Burg liegt im Talgrund des Tidonetals am orografisch linken Ufer des Tidonebaches, zwischen dem Bach und der Staatsstraße 412.

## Geschichte
Die Burg, die höchstwahrscheinlich aus dem Hochmittelalter stammt, ist erstmals in einer Urkunde aus dem Jahre 1514 erwähnt, als sie von ghibellinischen Soldaten der Familie Dal Verme im Konflikt mit den guelfischen Truppen des Grafen Cattaneo, denen die Burg damals gehörte, „mit großem Schaden niedergebrannt“ wurde. Früher hatte das Gebäude in den politisch-militärischen Auseinandersetzungen im Tal fast keine Bedeutung gehabt.
Der Komplex blieb auch in den folgenden Jahrhunderten in Besitz der Familie Cattaneo: 1659 gehörte er Luca Cattaneo, der in diesem Jahr vom Herzog von Parma und Piacenza die Investitur nach Trevozzo, einschließlich der Burg, erhielt, einschließlich des Rechtes der Vererbung an seine eigenen Söhne und männlichen Erben. Hingegen gehörte er 1728 Giuseppe Costa Cattaneo, der seine Treueerklärung gegenüber dem neuen Herzog von Parma und Piacenza, Antonio Farnese erneuerte.
Im August 1773 weilte in der Burg, die in einen Palast umgebaut worden war, Maria Amalia von Österreich, die Gattin von Ferdinand von Bourbon, während ihrer Reise durch das Tidonetal.

## Beschreibung

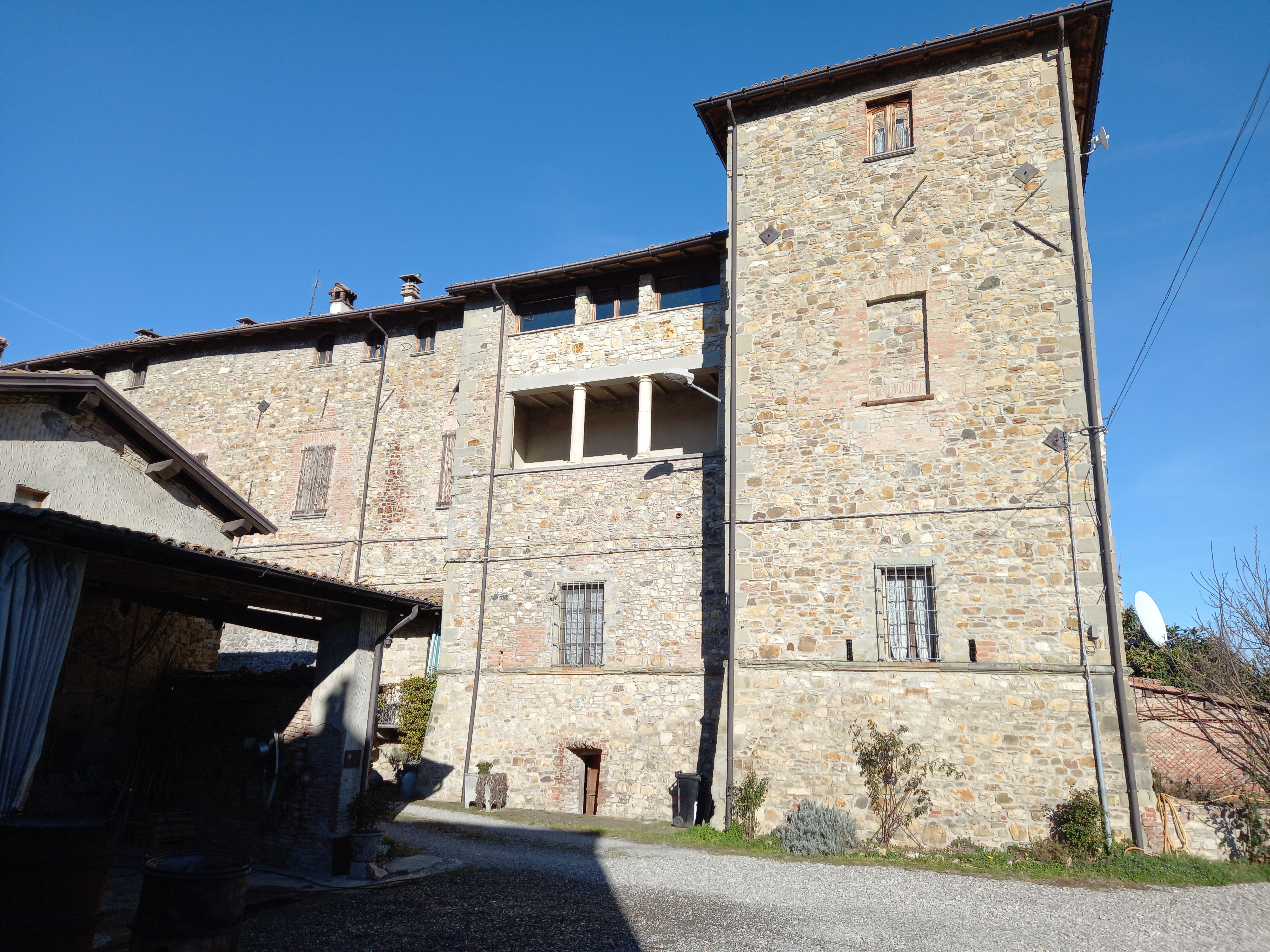
Eckturm

Nach den Umbauten, die im Laufe der Zeit durchgeführt wurden, sieht die Burg wegen der Anpassungen für Wohnzwecke wesentlich anders als ursprünglich aus. Einige dieser Umbauten erscheinen willkürlich. Von dem militärischen Gebäude sind zwei Ecktürme mit quadratischem Grundriss erhalten. Der Eingang zeigt noch die Spuren der Bolzenaufnahmen der Zugbrücke, während ein Laubengang mit Bögen und Säulen aus Granit im Innenhof vermauert und in spätere Baukörper integriert wurde.